# Чжан Хэ, Тереза
Тереза Чжан Хэ (кит.  婦張何德蘭, 1864 г., Юань, провинция Хэбэй, Китай — 16.07.1900 г., Чжанцзяцзи, провинция Хэбэй, Китай) — святая Римско-Католической Церкви, мученица.

## Биография
Тереза Чжан Хэ родилась в 1864 году в католической семье.
В 1899—1900 гг. в Китае проходило ихэтуаньское восстание боксёров, во время которого пострадало много китайских христиан. 16 июля 1900 года Тереза Чжан Хэ была схвачена повстанцами во дворе своего дома. Её отвели в местную языческую святыню, чтобы заставить поклониться идолам. Тереза отказалась подчиняться их требованиям, за что она была убита вместе с дочерью и сыном.

## Прославление
Тереза Чжан Хэ была беатифицирована 17 апреля 1955 года Римским Папой Пием II и канонизирована 1 октября 2000 года Римским Папой Иоанном Павлом II вместе с группой 120 китайских мучеников.
День памяти в Католической Церкви — 9 июля.

## Источник
- George G. Christian OP, Augustine Zhao Rong and Companions, Martyrs of China, 2005, стр. 100 (недоступная ссылка)  (англ.)